# Seminário de Estudos Galegos

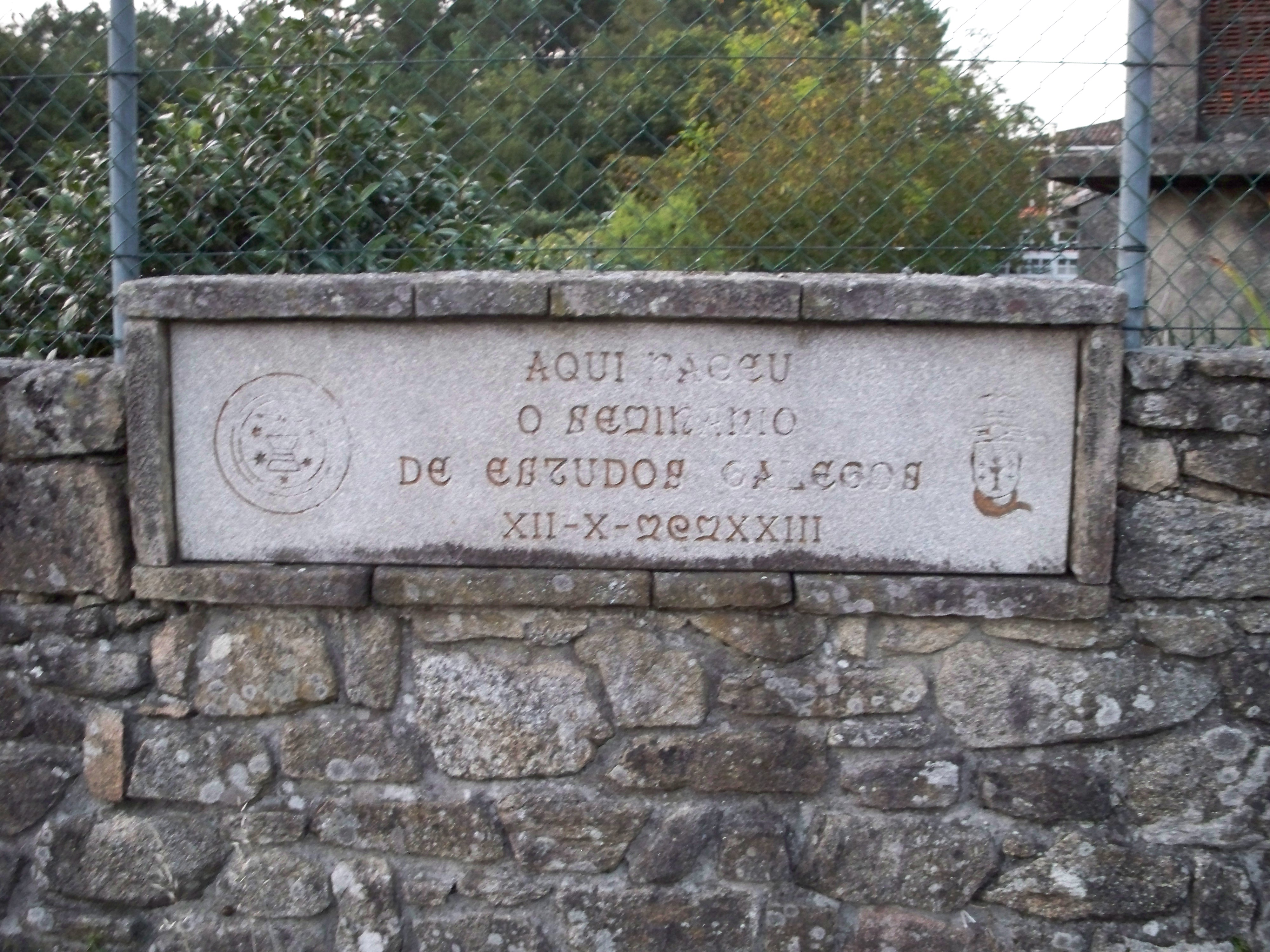
Placa em Ortoño em memória da criação do SEG

O Seminário de Estudos Galegos foi uma instituição criada em 1923 para estudar e divulgar o patrimônio cultural galego e para formar pesquisadores.

## Criação
Antón Losada Diéguez teve a ideia de criar um órgão que tivesse como função a valorização da cultura galega. Ele sentia que as universidades galegas da época não cumpriam esta função, estando alheias à realidade, à história e à cultura galega. Foi então formada a Xuntanza de Estudos e Investigacións Históricas e Arqueolóxicas, na casa de Losada em Pontevedra.
Paralelamente, como conta Lois Tobío Fernández, em 1923, Wenceslao Requejo Buet propôs formar um grupo "com os que se interessam por problemas de cultura, arte, literatura e história principalmente, algo como uma tertúlia ou ateneu" . Nesse grupo, que primeiramente foi formado por pessoas como Filgueira Valverde, Ramón Martínez López, Manuel Magariños e Lois Tobío Fernández, també se juntariam estudantes (Fermín Bouza Brey, Romero Cerdeiriña, dentre outros.) e professores, como Armando Cotarelo Valledor. O grupo foi então nomeado Seminário de Estudos Galegos por Cotarelo, sendo assim conhecido a partir disso.
Em uma reunião celebrada em 12 de outubro de 1923, em Ortoño (Ames), na casa onde vivia Rosalía de Castro, onde participaram estes nove estudantes evocando a tradição da Junta para Ampliación de Estudios e Investigaciones Científicas, foi decidida a criação do Seminário. Em poucos dias, em 23 de outubro, integraram-se nele boa parte da intelectualidade galeguista que girava ao redor da revista Nós, havendo assinado a ata de fundação no domicílio de Armando Cotarelo Valledor. Porém, Lois Tobío sinala que Losada Diéguez não integrou o seminário nesse momento inicial, mas sim logo depois, junto ao Grupo Nós, Castelao, Antón Villar Ponte, Manuel Lugrís Freire, Leandro Carré Alvarellos e Gonzalo López Abente.
No escudo, desenhado por Castelao, a tipografia discorre sobre dois círculos concêntricos que giram ao redor de um cálice com cinco estrelas e uma pomba, contendo os escritos SEMINARIO DE ESTUDOS GALEGOS · COMPOSTELA e DEUS · SCIENTIA · GRATRESQUE · GALLÆTIÆ..
Nos anos seguintes, incorporaram-se a maior parte da intelectualidade galeguista, desde o arquivador do concelho de Santiago de Compostela, Pablo Pérez Costanti, até o arcebispo Manuel Lago González, passando por Ramón María Aller, Federico Maciñeira e Xesús Carro.

## Consolidação
Em 1925, Cotarelo trasladou-se a Madrid e a presidência passou a Salvador Cabeza de León. O Seminário começou também a receber ajuda financeira e, em 1927, começaram a publicar os "Arquivos do Seminário de Estudos Galegos", editado por Ánxel Casal e que recompilou as publicações da instituição. Anteriormente, estes eram publicados através da Real Academia Galega. O Seminário estava situado embaixo do Colexio Maior San Clemente.

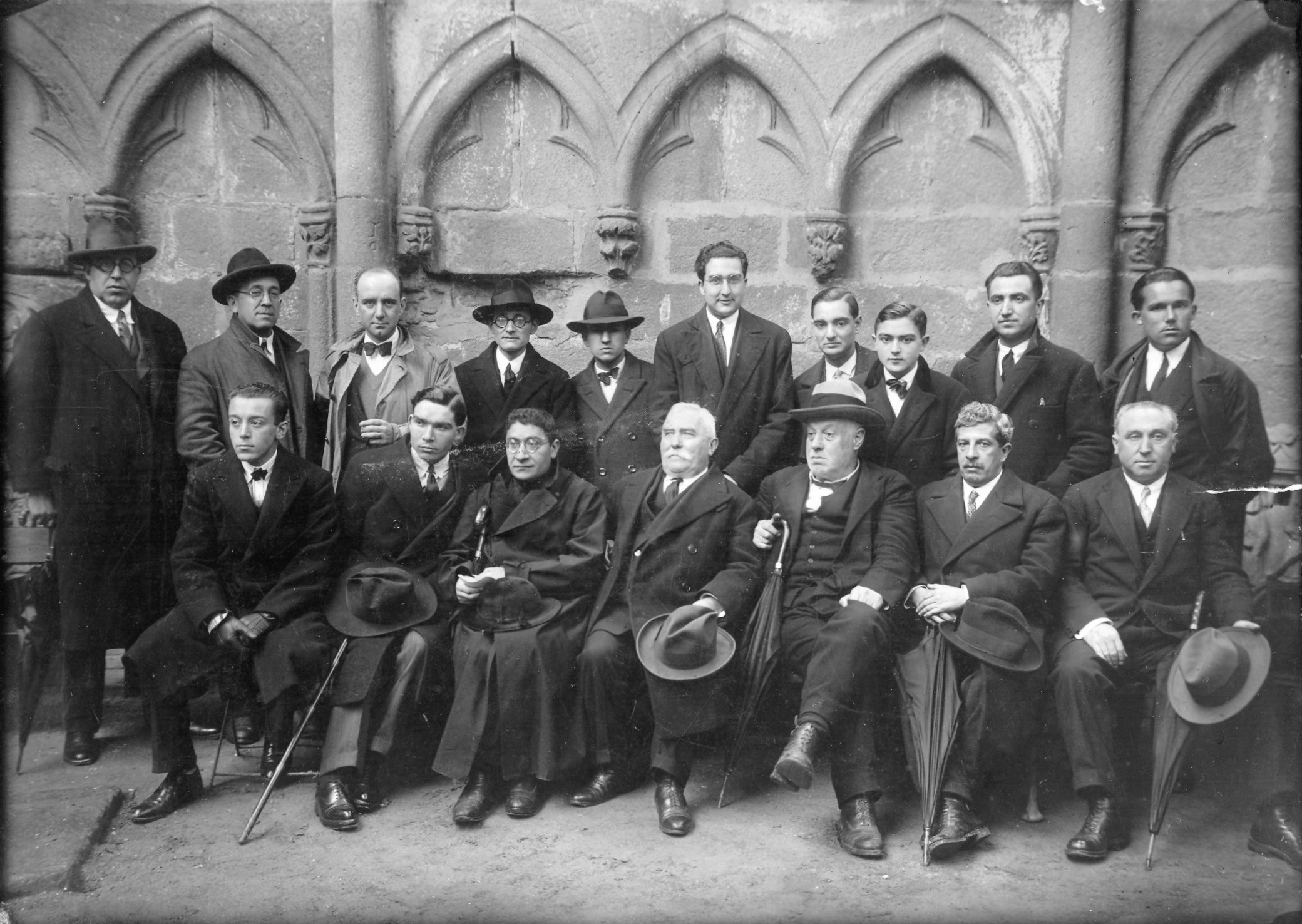
Membros do SEG em 1928, nas Ruínas de San Domingos de Pontevedra:
De esquerda para direita na fileira de trás: Ramón Otero Pedrayo, Antón Losada Diéguez, Florentino López Cuevillas, Vicente Risco, Carballo Calero, Xosé Filgueira Valverde, Sebastián García Paz, Luís Pintos Fonseca, Antón Fraguas, Bibiano Fernández Osorio-Tafall. Sentados: Isidro Parga Pondal, Abelardo Moralejo Laso, Xesús Carro García, Salvador Cabeza de León, Joaquín Arias Sanjurjo, Xerardo Álvarez Limeses e Juan Novás Guillán.

## Objetivos e estrutura
O programa do Seminário sinalava os seguintes objetivos: "o estudo de todas as manifestações da cultura galega, tendendo à formação dos pesquisadores e à divulgação do resultado dos trabalhos".

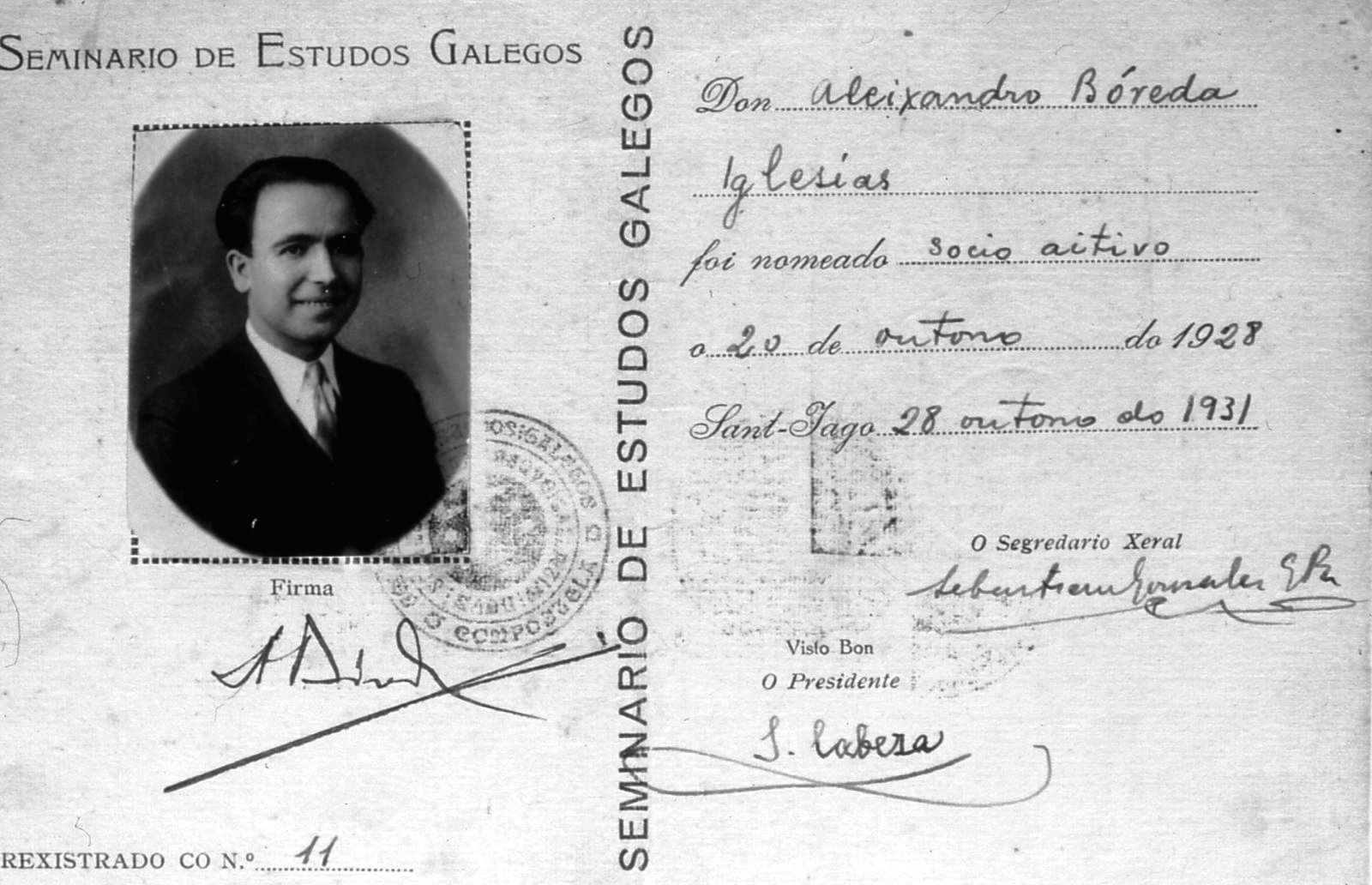
Alexandre Bóveda foi nomeado sócio ativo em 20 de outubro de 1928, Sant-Iago, 28 de outubro de 1931.

O SEG estava estruturado em doze seções e dividia seus trabalhos entre equipes interdisciplinares. Ainda que não todos os trabalhos realizados estivessem em galego, é certo que foi o SEG quem pela primeira vez utilizou a língua galega de jeito significativo para trabalhos científicos. As doze seções e os presidentes das mesmas são os seguintes:
- Seção de Filosofia, coordenador Armando Cotarelo Valledor
- Seção de Arte e Letras, coordenador Alfonso Daniel Rodríguez Castelao
- Seção de Etnografia, coordenador Vicente Risco
- Seção de História, coordenador Cabeza de León, presidente do Seminario de 1925 a 1934
- Seção de Pré-história, coordenador Florentino López Cuevillas
- Seção de Geografia, coordenador Otero Pedrayo
- Seção de História da Arte, coordenador Xesús Carro
- Seção de História da Literatura, coordenador Xosé Filgueira Valverde
- Seção de Pedagogia, coordenador Manuel Díaz Rozas
- Seção de Ciências Aplicadas, coordenador Manuel Gómez Román
- Seção de Ciências Naturais, coordenador Luís Iglesias
- Seção de Ciências Sociais, Jurídicas e Econômicas; coordenador Lois Tobío Fernández

## Dissolução
Em 1936, o SEG, após treze anos de atividade, foi desmantelado pelo novo regime surgido depois dos acontecimentos de 18 de julho. Em 1944, com o patrimônio do SEG criou-se o Instituto de Estudos Galegos Padre Sarmiento dependente do CSIC.